# José Genovés Llansol
José Genovés Llansol (1850-1930) fue un pintor español.

## Biografía
Habría nacido en 1850. Natural de Valencia, fue discípulo de la Escuela de Bellas Artes de dicha ciudad. En 1876 fue uno de los opositores a la pensión ofrecida por la Diputación de la provincia para Roma, ejecutando el cuadro de asunto forzado que representaba el Desembarco en Valencia de Francisco I de Francia, prisionero en Pavía. En 1881 remitió a la Exposición Nacional celebrada en Madrid un lienzo de Naturaleza muerta. También concurrió a varias exposiciones celebradas en Valencia, obteniendo en ellas premios y distinciones. Los asuntos de sus obras fueron Retrato de doña Dolores Serrano, El cardenal Adriano, Tipo valenciano, Un femater y un buen número de bodegones. Habría fallecido en 1930.